# Georges Trombert
Pour les articles homonymes, voir Trombert.
Georges Trombert, né le 10 août 1874 à Genève et mort le 27 février 1949 à Lyon, est un escrimeur, maniant l'épée, le fleuret et le sabre, et un écrivain français, auteur de romans policiers et populaires sous son nom et sous divers pseudonymes. 

## Biographie
Georges Trombert participe aux épreuves individuelle et collective d'épée, de fleuret et de sabre lors des Jeux olympiques d'été de 1920 à Anvers. Il décroche trois médailles, toutes dans les épreuves collectives ; deux médailles d'argent en fleuret et en sabre et une médaille de bronze en épée.
Il est fait chevalier de la Légion d'honneur le 27 décembre 1923 pour son service lors de la Première Guerre mondiale.
Chroniqueur à Radio-Lyon, il écrit entre les années 1930 et 1950 une quinzaine de romans et fascicules, sous son nom ou sous différents pseudonymes. On retrouve le monde du sport dans plusieurs de ses récits, comme dans le roman policier Un crime au palais d'hiver qui suit l'enquête policière ayant lieu après le meurtre d'un boxeur lors d'un combat se déroulant au Palais d'Hiver à Lyon.

## Œuvre

### Sous le nom de Georges  Trombert
- L'Énigme vivante (1930)
- L'Art et la pratique de l'escrime, fleuret, épée, sabre ; tactique, technique, trucs (1932)
- Le Speaker mystérieux (1933)
- La Chance du pendu (1934)
- Un crime au palais d'hiver (1935)
- Sous la griffe de la mort (1936)
- L'Atome complice (1946)
- Le Destin de Solange (1948)

### Sous le pseudonyme de Michèle Rivière
- L'Inconséquente Isabelle (1945)
- L'Inutile Remède (1945)

### Sous le pseudonyme de Rosita d’Ainay
- Irène, mannequin (1946)

### Sous le pseudonyme de Marcel Darache
- Le Ruban d'épaule (1946)

### Sous le pseudonyme de René Morny
- Ce n'était pas Roméo (1946)

### Sous le pseudonyme de Georges Sanzès
- 22, noir... pair... et passe (1946)
- Paris 148 K (1946)
- Joan et Jacotte (1951)